# Phillip Omondi
Phillip Omondi (Tororo, 1º gennaio 1957 – 21 aprile 1999) è stato un allenatore di calcio e calciatore ugandese, di ruolo attaccante. È considerato uno dei più importanti calciatori del suo paese.

## Biografia
Nato a Tororo, nell'omonimo distretto, da genitori kenioti, per poi trasfersi nel distretto di Kampala. In gioventù si dedico alla boxe insieme all'amico Shadrach Odhiambo, che parteciperà poi ai Giochi olimpici per la Svezia. Lasciò la boxe a causa della delusione per una decisione di un giudice avversa.

## Carriera

### Calciatore

#### Club
Nel 1969, a Lugogo, venne notato mentre palleggiava nei pressi del campo di allenamento della nazionale ugandese dal commissario tecnico dei Cranes Burkhard Pape e dal team manager Andrew Wasake Musoke. Questi impressionati dalle sue doti lo invitarono ad unirsi a loro come raccattapalle. Dopo quell'esperienza venne ingaggiato dal Naguru Youth FC e poi dal Fiat FC. Nel 1973 passa al Kampala City, con cui vince due campionati nazionali nel 1976 e 1977. Il 10 aprile 1976 subì un grave infortunio giocando contro il Template:Calcio Kilembe Mines, quando in uno scontro di gioco con il portiere avversario si ruppe il pancreas. Dovette subire tre interventi in patria ed uno nel Regno Unito e gli esperti esclusero un suo ritorno al calcio giocato.
Ritornò in campo il 22 giugno 1977 e l'anno seguente contribuì alla vittoria del suo club nella Coppa CECAFA per club 1978, prima affermazione internazionale per un club ugandese, contro i tanzaniani del Simba.
Nel 1979 viene ingaggiato dagli emiratini del Sharjah, ottenendo così lo statuto di professionista, con cui vince tre Coppe del Presidente degli Emirati Arabi Uniti. Nel 1981 subisce un altro grave infortunio che ne limita la carriera e perciò deciderà di tornare al Kampala City nel 1983, vincendo altri due campionati e due coppe nazionali.

#### Nazionale
Ha disputato numerose partite con la nazionale ugandese, esordendovi nel 1973. Con i Cranes ha vinto una coppa CECAFA del 1973 ed ha ottenuto il secondo posto nella Coppa delle nazioni africane 1978, perdendo la finale, giocata da titolare, contro i padroni di casa del Ghana. Omondi fu capocannoniere della competizione con tre reti ex aequo con il ghanese Afriyie ed il nigeriano Odegbami.

### Allenatore
Lasciato il calcio giocato si recò in Germania per seguire un corso da allenatore. Ha allenato per qualche mese il Bank of Uganda e poi il Kampala City, restandovi sino al 1992.

## Statistiche

### Cronologia presenze e reti in nazionale[2]
| Cronologia completa delle presenze e delle reti in nazionale ― Uganda | Cronologia completa delle presenze e delle reti in nazionale ― Uganda | Cronologia completa delle presenze e delle reti in nazionale ― Uganda | Cronologia completa delle presenze e delle reti in nazionale ― Uganda | Cronologia completa delle presenze e delle reti in nazionale ― Uganda | Cronologia completa delle presenze e delle reti in nazionale ― Uganda | Cronologia completa delle presenze e delle reti in nazionale ― Uganda | Cronologia completa delle presenze e delle reti in nazionale ― Uganda |
| Data                                                                  | Città                                                                 | In casa                                                               | Risultato                                                             | Ospiti                                                                | Competizione                                                          | Reti                                                                  | Note                                                                  |
| --------------------------------------------------------------------- | --------------------------------------------------------------------- | --------------------------------------------------------------------- | --------------------------------------------------------------------- | --------------------------------------------------------------------- | --------------------------------------------------------------------- | --------------------------------------------------------------------- | --------------------------------------------------------------------- |
| 6-3-1978                                                              | Kumasi                                                                | Uganda                                                                | 3 – 1                                                                 | Congo-Brazzaville                                                     | Coppa d'Africa 1978 - 1º turno                                        | 1                                                                     |                                                                       |
| 9-3-1978                                                              | Kumasi                                                                | Tunisia                                                               | 3 – 1                                                                 | Kenya                                                                 | Coppa d'Africa 1978 - 1º turno                                        | -                                                                     |                                                                       |
| 11-3-1978                                                             | Kumasi                                                                | Uganda                                                                | 3 – 0                                                                 | Marocco                                                               | Coppa d'Africa 1978 - 1º turno                                        | 1                                                                     |                                                                       |
| 14-3-1978                                                             | Kumasi                                                                | Uganda                                                                | 2 – 1                                                                 | Nigeria                                                               | Coppa d'Africa 1978 - Semifinale                                      | 1                                                                     |                                                                       |
| 16-3-1978                                                             | Accra                                                                 | Ghana                                                                 | 2 – 0                                                                 | Uganda                                                                | Coppa d'Africa 1978 - Finale                                          | -                                                                     |                                                                       |
| Totale                                                                |                                                                       | Presenze                                                              | 5+                                                                    |                                                                       | Reti                                                                  | 3+                                                                    |                                                                       |

## Palmarès

### Club

#### Competizioni nazionali
- Premier League ugandese: 4

Kampala City: 1976, 1977, 1983, 1985
- Kakungulu Cup: 2

Kampala City: 1984, 1987
- Coppa del Presidente degli Emirati Arabi Uniti: 3

Sharjah: 1979-1980, 1981-1982, 1982-1983

#### Competizioni internazionali
- Coppa CECAFA per club: 1

Kampala City: 1978

### Nazionale
- Coppa CECAFA: 1

1973